# French Open 1979
Wielkoszlemowy turniej tenisowy French Open w 1979 rozegrano w dniach 28 maja - 11 czerwca, na kortach im. Rolanda Garrosa w Paryżu.

## Zwycięzcy

### Gra pojedyncza mężczyzn
Björn Borg -  Víctor Pecci 6–3, 6–1, 6–7(6), 6–4

### Gra pojedyncza kobiet
Chris Evert -  Wendy Turnbull 6–2, 6–0

### Gra podwójna mężczyzn
Gene Mayer /  Sandy Mayer -  Ross Case /  Phil Dent 6–4, 6–4, 6–4

### Gra podwójna kobiet
Betty Stöve /  Wendy Turnbull -  Françoise Durr /  Virginia Wade 3–6, 7–5, 6–4

### Gra mieszana
Wendy Turnbull /  Bob Hewitt -  Virginia Ruzici /  Ion Țiriac 6–3, 2–6, 6–3